# Opération Bojinka
L’opération Bojinka (connue aussi sous le nom de projet Bojinka) est un plan d'attentats terroristes sur des avions de ligne américains découvert en janvier 1995. Ce plan est considéré comme le précurseur des attaques terroristes du 11 septembre 2001 visant des bâtiments symboliques du nord-est des États-Unis.

## Historique
Le plan prévoit une série d'attentats : le premier organisait le détournement de onze avions américains sur des cibles civiles (comprenant le World Trade Center, le Pentagone, le Capitole des États-Unis, la Willis Tower à Chicago et des réacteurs de centrale nucléaire) les 21 et 22 janvier 1995 ; le second programmait l'assassinat du pape Jean-Paul II au cours de son voyage aux Philippines le 15 janvier 1995 ; le troisième envisageait le crash d'un avion sur le quartier général de la CIA, à Langley, en Virginie.
Cette opération d'attentats à grande échelle sur une courte période a été contrée les 6 et 7 janvier 1995 par la police de Manille (Philippines).

Ramzi Yousef.

Les auteurs de ce projet sont trois hommes : Ramzi Yousef (28 ans au moment des faits et déjà impliqué dans l'attentat à la bombe contre le World Trade Center en 1993), Abdul Hakim Murad (29 ans) et Wali Khan Amin Shah (29 ans).
Le 6 janvier 1995, la police de Manille est appelée pour un départ de feu dans un appartement situé près de la nonciature apostolique du Saint-Siège (Vatican), à Manille, aux Philippines. Sur place, ils découvrent les plans de l'opération, des bidons de produits chimiques, l'horaire précis du passage du pape, une robe de prêtre et une bible (pour pouvoir approcher le pape et se faire exploser avec lui).
Sur un ordinateur, le déroulement des attentats est décrit avec minutie. Les terroristes sont arrêtés et interrogés. L'un d'eux affirme avoir pris des cours de pilotage pour pouvoir détourner un avion et s'écraser sur les cibles choisies.

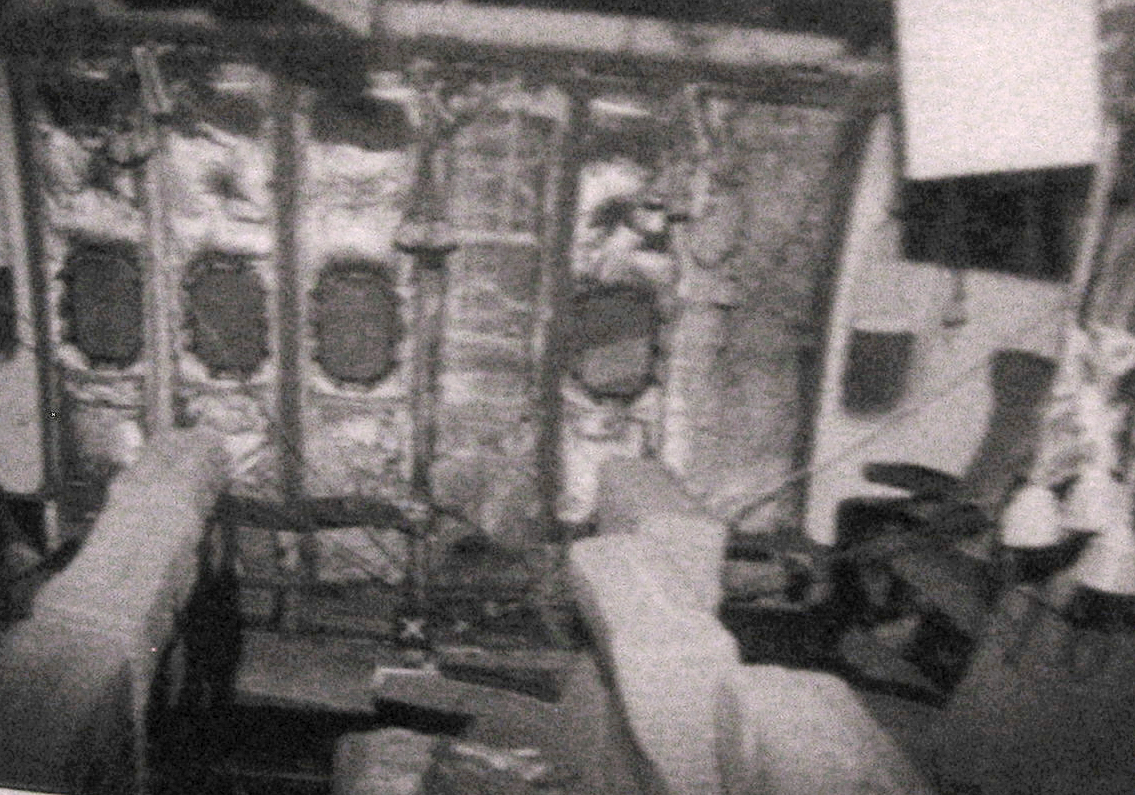
L'intérieur du Boeing 747 philippin après l'attentat.

Les terroristes avaient effectué un test le 11 décembre 1994 en plaçant sous un siège du Boeing 747 du vol Philippine Airlines 434 une bombe de nitroglycérine liquide camouflée dans une bouteille de fluide de lentilles de contact et réglée à un dixième de sa puissance. L'explosion avait tué un passager japonais et provoqué une fuite dans la carlingue de l'avion. Les trois hommes avaient aussi testé à plusieurs reprises la sécurité des aéroports de Manille, Hong Kong, Taipei et Séoul, en faisant passer des objets métalliques dans leurs chaussures, ainsi que des produits chimiques dans leurs bagages.
Les trois terroristes ont été capturés assez rapidement : Abdul Hakim Murad le jour même de la découverte du complot, le 6 janvier, alors qu'il tente de revenir chercher l'ordinateur portable. Il a été condamné à la prison à vie. Ramzi Yousef a été arrêté au Pakistan un mois plus tard, le 7 février, et a été condamné en janvier 1998 à 240 années de prison. Interpellé le 11 janvier, Wali Khan Amin Shah, s'échappe trois jours plus tard et gagne la Malaisie, où il a été capturé en décembre. Les trois hommes purgent leurs peines à ADX Florence, une prison située dans un désert du Colorado et spécialement conçue pour héberger les prisonniers jugés les plus dangereux.
Il a été dit que le nom Bojinka était un mot serbo-croate signifiant « explosion », mais il semble que ce soit simplement un nom de code arbitraire, que les enquêteurs ont trouvé dans l'ordinateur saisi à Manille.